# Neder-Betuwe (gemeente)
Neder-Betuwe (uitspraakⓘ) is een gemeente in de Nederlandse provincie Gelderland. De gemeente telt 25.701 inwoners (1 januari 2024, bron: CBS) en heeft een oppervlakte van 68,11 km² (waarvan 6,99 km² water).

## Ligging en vorming
De gemeente ontstond op 1 januari 2002 door de fusie van de gemeenten Dodewaard, Echteld en Kesteren. Tussen 1 januari 2002 en 1 april 2003 heette deze fusiegemeente "Kesteren". Later is deze naam veranderd in gemeente Neder-Betuwe. Het gemeentehuis staat in Opheusden, maar was tot medio 2012 wegens verbouwing buiten gebruik. Tijdens deze verbouwing werd gebruikgemaakt van het voormalige gemeentehuis van Echteld in Ochten en een dependance in Kesteren.
De gemeente Neder-Betuwe ligt in de gelijknamige streek en wordt aan de oostzijde begrensd door de gemeente Overbetuwe en aan de westzijde door de gemeenten Buren en Tiel. In het noorden vormt de rivier de Rijn de grens, in het zuiden de rivier de Waal. In het westen vormt het Amsterdam-Rijnkanaal over korte afstand de grens.
Het meest oostelijk gelegen dorp is Dodewaard, het meest westelijk gelegen dorp Echteld. Aan de Rijn liggen de dorpen Kesteren en Opheusden, aan de Waal de dorpen Echteld, IJzendoorn en Ochten.

## Kernen, buurtschappen en gehuchten
De gemeente bestaat uit zes dorpen: Dodewaard, Echteld, IJzendoorn, Kesteren, Ochten en Opheusden.
In de buitengebieden liggen de buurtschappen en gehuchten: Hien en Wely liggen oostelijk van Dodewaard, Eldik ligt tussen Dodewaard en Ochten in, de Pottum ligt oostelijk van Ochten. Hoogbroek oostelijk van Echteld en noordwesten van IJzendoorn. Ooij en Den Akker liggen westelijk van Echteld. Lede en Oudewaard noordwestelijk van Kesteren.

### Topografie

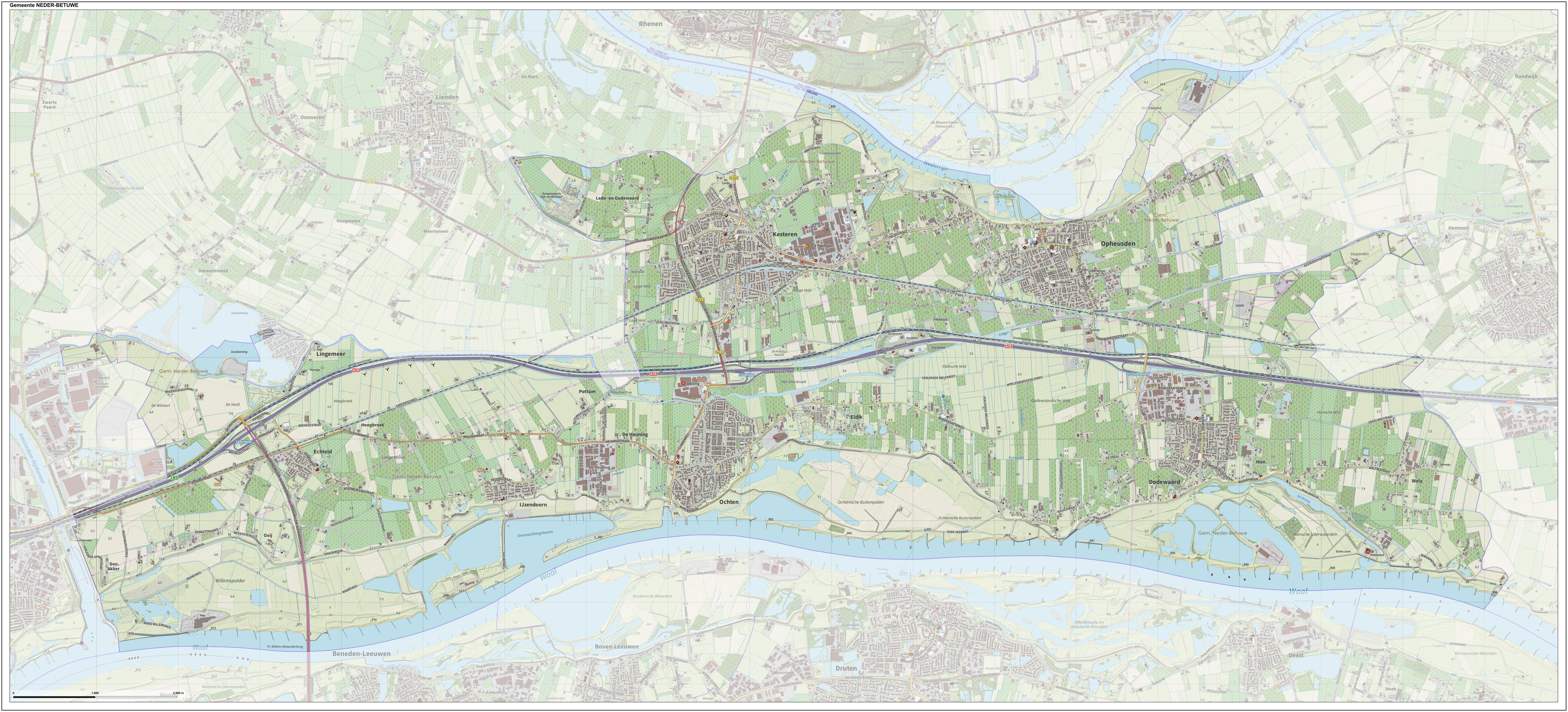
Topografische gemeentekaart van Neder-Betuwe (klik op de kaart voor vergroting)

## Vervoer

### Wegvervoer
De gemeente wordt van oost naar west doorkruist door de A15. De dorpen Echteld en IJzendoorn kunnen worden bereikt via aansluiting 34, Kesteren en Ochten via aansluiting 35 en Dodewaard en Opheusden via aansluiting 36.

### Openbaar vervoer
Op het gebied van reizigersvervoer per trein zijn er stations in Kesteren, Opheusden en Hemmen-Dodewaard, die aan de verbinding Arnhem - Tiel staan (ook wel bekend als de Betuwelijn). Andere delen van de gemeente zijn vooral aangewezen op de omringende stations in Elst, Tiel en Zetten-Andelst. Er rijden verschillende busverbindingen van en naar deze stations.
De volgende buslijnen rijden door de gemeente Neder-Betuwe:
- Lijn 44 Tiel - Wageningen. Deze bus stopt binnen de gemeente alleen in de kern Kesteren.
- Lijn 45 Tiel - Wageningen (via Echteld, IJzendoorn, Ochten en Kesteren)

De volgende buurtbuslijn rijdt door de gemeente Neder-Betuwe:
- Lijn 237 Kesteren - Heteren (via Opheusden, Dodewaard en de buurtschappen Hien en Wely)

### Oeververbindingen
De N323 zorgt voor een verbinding naar en uit zuidelijke richting (Echteld - Beneden-Leeuwen). Deze verbinding vormt tevens de enige oeververbinding over de Waal op het grondgebied van de gemeente. 's Zomers is er daarnaast een fietsvoetveer over de Waal van Druten naar Dodewaard (Kmr 902.800).
De Nederrijn kent twee oeververbindingen ter hoogte van de gemeente: de Rijnbrug bij Rhenen (N233) en de veerboot (Opheusdense Veer) Opheusden - Wageningen (Kmr 906.100).

## Politiek

### Gemeenteraad
De gemeenteraad van Neder-Betuwe bestaat uit 19 zetels. Hieronder de behaalde zetels per partij bij de gemeenteraadsverkiezingen sinds 2002:
| Gemeenteraadszetels | Gemeenteraadszetels | Gemeenteraadszetels | Gemeenteraadszetels | Gemeenteraadszetels | Gemeenteraadszetels | Gemeenteraadszetels |
| Partij              | 2002                | 2006                | 2010                | 2014                | 2018                | 2022                |
| ------------------- | ------------------- | ------------------- | ------------------- | ------------------- | ------------------- | ------------------- |
| SGP                 | 6                   | 6                   | 7                   | 8                   | 8                   | 9                   |
| PvdA                | 6                   | 6                   | 5                   | 4                   | 3                   | 3                   |
| Gemeentebelangen    | 2                   | 2                   | 2                   | 2                   | 3                   | 2                   |
| CDA                 | 2                   | 2                   | 2                   | 3                   | 2                   | 2                   |
| VVD                 | 2                   | 2                   | 2                   | 1                   | 2                   | 1                   |
| ChristenUnie        | 1                   | 1                   | 1                   | 1                   | 1                   | 1                   |
| Vóór Neder-Betuwe   | -                   | -                   | -                   | -                   | -                   | 1                   |
| Totaal              | 19                  | 19                  | 19                  | 19                  | 19                  | 19                  |

### College
Neder-Betuwe kent een coalitie die is samengesteld uit de SGP, CDA en de VVD. De gemeente Neder-Betuwe heeft vier wethouders. CDA en VVD  leveren een wethouder voor het college van B&W en de SGP levert er twee. De wethouders voor de SGP zijn N. van Wolfswinkel en M.A. (Marien) Klein. De wethouder voor het CDA is W.E.A. van Dijkhuizen en de wethouder voor de VVD is S.H.R. van Someren.

### Stedenband
Neder-Betuwe heeft een stedenband met:
- Pępowo (Polen), sinds 1989

### Vaccinatiegraad
De gemeente Neder-Betuwe heeft landelijk het laagste percentage gevaccineerde peuters, namelijk 51,3%. Dit hangt samen met het grote aantal vaccinatie afwijzende bevindelijk gereformeerden die in de gemeente wonen. 

## Onderwijs
De gemeente telt basisscholen van diverse grootte, achtergrond en cultuur. Een overzicht:
| Plaats     | Naam school                                                       | Bestuursorganisatie | Achtergrond                       |
| ---------- | ----------------------------------------------------------------- | ------------------- | --------------------------------- |
| Dodewaard  | CBN De Hien                                                       | Stichting Trivium   | Protestants-christelijk onderwijs |
| Dodewaard  | OBS De Bellefleur                                                 | Stichting Fluvium   | Openbaar onderwijs                |
| Echteld    | Prins Willem Alexanderschool                                      | Stichting Fluvium   | Openbaar onderwijs                |
| Kesteren   | Daltonschool Het Palet                                            | Stichting Fluvium   | Openbaar onderwijs                |
| Kesteren   | OBS Het Palet                                                     | Stichting Fluvium   | Openbaar onderwijs                |
| Kesteren   | CBS Het Kompas                                                    | Stichting Trivium   | Protestants-christelijk onderwijs |
| Kesteren   | Hervormde basisschool De Wegwijzer                                | Stichting SSBB      | Reformatorisch onderwijs          |
| Opheusden  | De Hervormde School                                               | Stichting SSBB      | Protestants-christelijk onderwijs |
| Opheusden  | OBS Het Palet Opheusden                                           | Stichting Fluvium   | Openbaar onderwijs                |
| Opheusden  | Rehobothschool                                                    | Stichting VCOG      | Reformatorisch onderwijs          |
| Opheusden  | Eben-Haëzerschool                                                 | Stichting VCOG      | Reformatorisch onderwijs          |
| Ochten     | De Sébaschool                                                     | Stichting VCOG      | Reformatorisch onderwijs          |
| Ochten     | De Rehobothschool (speciaal basisonderwijs en speciaal onderwijs) | Stichting VCOG      | Reformatorisch onderwijs          |
| Ochten     | CBS Rehoboth                                                      | Stichting CPOV      | Protestants-christelijk onderwijs |
| Ochten     | OBS J.A. Houtkoperschool                                          | Stichting Fluvium   | Openbaar onderwijs                |
| IJzendoorn | OBS Isandra                                                       | Stichting Fluvium   | Openbaar onderwijs                |

De gemeente telt middelbare scholen van diverse grootte, achtergrond en cultuur. Een overzicht:
| Plaats   | Naam school            | Niveaugroepen                    | Bestuursorganisatie                                                      | Achtergrond                  |
| -------- | ---------------------- | -------------------------------- | ------------------------------------------------------------------------ | ---------------------------- |
| Kesteren | Van Lodenstein College | vmbo havo vwo (tot en met vwo 5) | SORG                                                                     | Reformatorisch onderwijs     |
| Kesteren | Pantarijn              | vmbo mavo havo vwo               | Stichting voor Openbaar Voortgezet Onderwijs van Wageningen en omstreken | Openbaar onderwijs           |
| Kesteren | Helicon Opleidingen    | vmbo                             | Stichting Helicon Opleidingen                                            | Algemeen bijzonder onderwijs |

Daarnaast volgen veel middelbare scholieren lessen op scholen in de omgeving, zoals het  Lingecollege in Tiel, het Pantarijn in Rhenen of andere scholen voor voortgezet onderwijs in de omgeving.

## Aangrenzende gemeenten
| Aangrenzende gemeenten | Aangrenzende gemeenten | Aangrenzende gemeenten | Aangrenzende gemeenten | Aangrenzende gemeenten |
| ---------------------- | ---------------------- | ---------------------- | ---------------------- | ---------------------- |
|                        |                        | Rhenen (U)             |                        | Wageningen             |
|                        |                        |                        |                        |                        |
| Buren                  | Overbetuwe             |                        |                        |                        |
|                        |                        |                        |                        |                        |
| Tiel                   | West Maas en Waal      | Druten                 |                        | Beuningen              |

## Monumenten en beelden
In de gemeente zijn er een aantal rijksmonumenten, gemeentelijke monumenten, oorlogsmonumenten en beeldende kunst uitingen zie:
- Lijst van rijksmonumenten in Neder-Betuwe
- Lijst van gemeentelijke monumenten in Neder-Betuwe
- Lijst van oorlogsmonumenten in Neder-Betuwe
- Lijst van beelden in Neder-Betuwe

Dorpen: Dodewaard · Echteld · IJzendoorn · Kesteren · Ochten · Opheusden

Buurtschappen: Den Akker · Eldik · Hien · Hoogbroek · Lakemond (deels) · Lede en Oudewaard · Ooij · Pottum · Wely

Gelderland: Steden en dorpen in Gelderland      Nederland: Provincies · Gemeenten
Aalten · Apeldoorn · Arnhem · Barneveld · Berg en Dal · Berkelland · Beuningen · Bronckhorst · Brummen · Buren · Culemborg · Doesburg · Doetinchem · Druten · Duiven · Ede · Elburg · Epe · Ermelo · Harderwijk · Hattem · Heerde · Heumen · Lingewaard · Lochem · Maasdriel · Montferland · Neder-Betuwe · Nijkerk · Nijmegen · Nunspeet · Oldebroek · Oost Gelre · Oude IJsselstreek · Overbetuwe · Putten · Renkum · Rheden · Rozendaal · Scherpenzeel · Tiel · Voorst · Wageningen · West Betuwe · West Maas en Waal · Westervoort · Wijchen · Winterswijk · Zaltbommel · Zevenaar · Zutphen
Steden en dorpen · Voormalige gemeenten · Nederland: Provincies · Gemeenten